# Дальнее (Московская область)

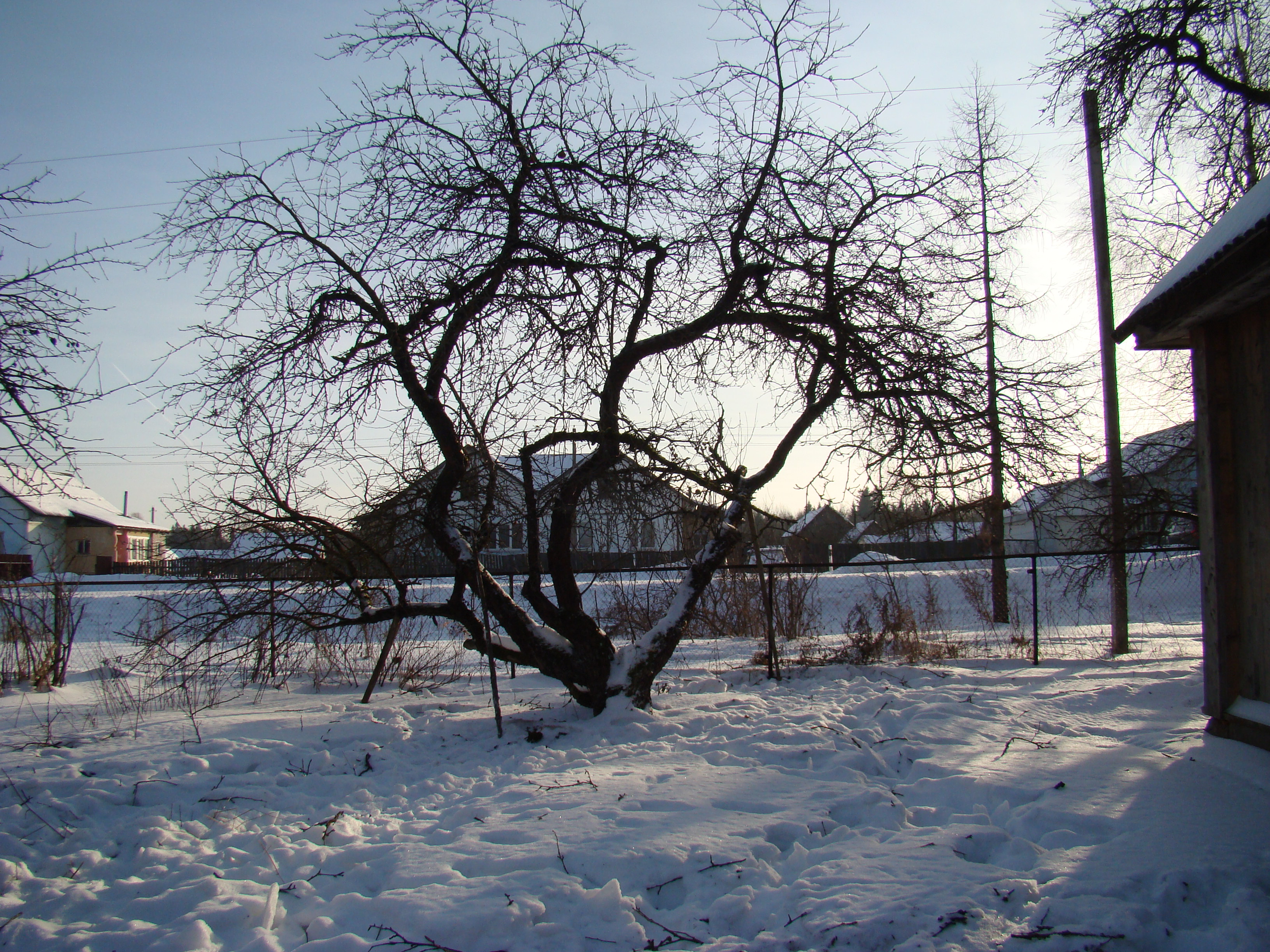

Дальнее — деревня в Можайском районе Московской области в составе Порецкого сельского поселения. Численность постоянного населения по Всероссийской переписи 2010 года — 66 человек. До 2006 года Дальнее входило в состав Синичинского сельского округа.
Деревня расположена на западе района, примерно в 11 км к северо-западу от Уваровки, на левом берегу речки Жезлянка (левый приток Лусянки), высота центра над уровнем моря 239 м. Ближайшие населённые пункты — Ширякино на востоке и Ладыгино на юго-востоке.